# 马塞尔·费希尔
马塞尔·费希尔（德語：Marcel Fischer，1978年8月14日—），瑞士男子击剑运动员。他曾获得2004年夏季奥运会击剑比赛男子重剑个人金牌。他也参加了2000年夏季奥运会，未获得奖牌。